# Capmatinib
Capmatinib ist ein Arzneistoff aus der Gruppe der Tyrosinkinase-Hemmer, der zur Behandlung einer bestimmten Form des nicht-kleinzelligen Lungenkrebses (NSCLC) verwendet wird. Unter dem Namen Tabrecta (Hersteller: Novartis) wurde er erstmals 2020 in den USA zugelassen. Die Anwendung erfolgt oral (Einnahme).

## Eigenschaften
Arzneilich wird der Wirkstoff in Form seines Salzsäuresalzes Capmatinibdihydrochlorid-Monohydrat verwendet (molare Masse 503,36 g·mol−1, Summenformel C23H19Cl2FN6O · H2O). Dies ist ein gelbes Pulver, das in wässrigen Lösungen bei pH-Werten von 1 und 2 leicht löslich ist. Mit zunehmenden pH bis hin zum Neutralpunkt nimmt die Löslichkeit ab. Der pKa1 beträgt 0,9 (berechnet), der pKa2 4,5 (experimentell) und der pKOW (Logarithmus des Verteilungskoeffizienten für n-Octanol/Acetatpuffer pH 4,0) beträgt 1,2.

## Anwendungsgebiet
Capmatinib wurde 2020 in den USA und Japan und 2021 in der Schweiz befristet zugelassen für die Erst- und Zweitlinientherapie des metastasierten nicht-kleinzelligen Lungenkrebses (NSCLC) mit einer MET-Exon-14-Skipping-Mutation. Im Jahr 2022 folgte in der EU die Zulassung für die Zweitlinientherapie.

## Wirkungsmechanismus

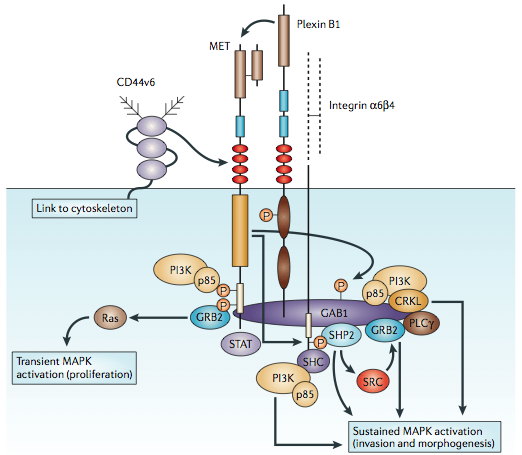
MET-Signalweg

Capmatinib hemmt mit hoher Selektivität den Mesenchymal-eptihelial Transition Factor (Met, MET-Rezeptortyrosinkinase, c-Met, HGFR), eine Rezeptor-Tyrosinkinase, deren Abbau beim Vorliegen einer MET-Exon-14-Mutation gestört ist. In der Folge werden die Met-Phosphorylierung (sowohl die Autophosphorylierung als auch die durch den Liganden Hepatozyten-Wachstumsfaktor (HGF) ausgelöste Phosphorylierung) sowie die Met-vermittelte Phosphorylierung von nachgeschalteten Signalproteinen gehemmt und dadurch die Proliferation und das Überleben von Met-abhängigen Krebszellen verhindert.
Eine erhöhte Tyrosinkinase-Aktivität wird bei zahlreichen Tumoren beobachtet, weswegen seit einigen Jahren Met-Inhibitoren zunehmend in den Fokus für neue onkologische Therapieoptionen rücken, da sie spezifisch auf einzelne Krebszellen abzielen. Tabrecta ist das erste zugelassene Arzneimittel, das spezifisch auf fortgeschrittene Lungenkarzinome mit spezieller Mutation abzielt. Die Mutation muss mit einem entsprechend validierten Test nachgewiesen sein. Etwa 3 bis 4 % der mit metastasiertem NSCLC diagnostizierten Patienten haben eine MET-Exon-14-Skipping-Mutation.

## Nebenwirkungen und Anwendungsbeschränkungen
Die häufigsten unerwünschten Wirkungen, die unter der Behandlung mit Capmatinib beobachtet wurden, waren periphere Ödeme, Übelkeit, Müdigkeit, Erbrechen, Kurzatmigkeit (Dyspnoe) und verminderter Appetit. Schwerwiegende Nebenwirkungen sind das Risiko für eine Lungenentzündung (Pneumonitis, interstitielle Lungenerkrankung) oder für Leberschädigungen. Tierversuche deuten auf ein Risiko für eine UV-Lichtempfindlichkeit hin, so dass während der Behandlung eine Exposition gegenüber Sonnenlicht zu vermeiden ist. Ferner wirkte Capmatinib im Tierversuch embryo- und fetotoxisch.

## Klinische Prüfung
Die Zulassung basiert auf den Ergebnissen der zentralen multizentrischen, nicht randomisierten, offenen Multi-Kohorten-Studie Geometry mono-1 Phase II. In der Patientengruppe mit MET-Exon-14-Mutation (n = 97) betrug die objektive Gesamtansprechrate (ORR) 68 % bei zuvor noch nicht behandelten (n = 28) und 41 % bei zuvor bereits behandelten Patienten (n = 69). Die mittlere Ansprechdauer (DOR) lag bei 12,6 Monaten bei therapienaiven Patienten und bei 9,7 Monaten bei zuvor behandelten Patienten.

## Handelsnamen
Tabrecta (CH, EU, J, USA)